# Theatre Royal Drury Lane 8th September 1974
Theatre Royal Drury Lane 8th September 1974 è un album dal vivo registrato l'8 settembre del 1974 al teatro Drury Lane di Londra ed attribuito a 'Robert Wyatt & Friends'. Venne pubblicato nell'ottobre del 2005 dalla etichetta indipendente Hannibal Records.

## Il concerto
Il concerto rappresentò un omaggio che alcuni tra i principali musicisti della scena di Canterbury fecero per il ritorno sulle scene dell'amico Wyatt, reduce l'anno precedente da un incidente che lo aveva reso paraplegico. Il gruppo comprendeva Ivor Cutler, Dave Stewart, Laurie Allan, Hugh Hopper, Fred Frith, Mongezi Feza, Gary Windo e Mike Oldfield, che quello stesso anno collaborarono all'incisione di Rock Bottom, da molti considerato il capolavoro di Wyatt. Parteciparono inoltre Julie Tippett dei Centipede e Nick Mason dei Pink Floyd. Al famoso conduttore radiofonico John Peel fu affidata la presentazione, che venne inserita come prima traccia dell'album.
L'evento fu organizzato da Richard Branson della Virgin Records, che il precedente 26 luglio aveva pubblicato Rock Bottom. All'insaputa di Wyatt, contattò tutti i musicisti invitandoli a partecipare dicendo che Wyatt teneva molto alla loro presenza.

## L'album
Tra i brani scritti da Wyatt, l'album comprende tutte e 6 le tracce di Rock Bottom e 2 brani del primo disco dei Matching Mole, la band che dovette sciogliersi a seguito dell'incidente. Sono inoltre presenti brani classici del repertorio di Wyatt, come Memories di Hugh Hopper, la splendida Calyx, già interpretata con gli Hatfield and the North e I'm a Believer, una canzone di Neil Diamond con cui Wyatt era entrato nel 1974 nella Top 30 della Official Singles Chart. Vi sono infine Dedicated to You But You Weren't Listening di Hugh Hopper, tratto da Volume II dei Soft Machine, e Mind of a Child, scritta ed interpretata dalla Tippett.
Nelle note di copertina, l'autore ha dedicato l'album a Peel, Feza e Windo, deceduti prima della pubblicazione. Mentre le prime 9 tracce furono tratte dalla registrazione ufficiale, le ultime 5 vennero recuperate da altre incisioni e sono di qualità inferiore.

## Pubblicazioni
L'album è uscito per la prima volta nel 2005 in formato CD per conto della britannica Hannibal (no. di catalogo HNCD 1507), un'etichetta sussidiaria della americana Rykodisc. Venne ristampato nel 2008 dalla Domino Records, un'altra etichetta britannica indipendente, che lo pubblicò in CD (no. di catalogo REWIGCD48) e, per la prima volta, in formato di doppio LP (no. di catalogo REWIGLP48).

## Tracce
1. Introduction By John Peel (feat. John Peel) – 2:18
2. Dedicated To You But You Weren't Listening – 1:38 (Hugh Hopper)
3. Memories – 3:58 (Hugh Hopper)
4. Sea Song – 9:13 (Robert Wyatt)
5. A Last Straw – 4:38 (Robert Wyatt)
6. Little Red Riding Hood Hit The Road – 6:42 (Robert Wyatt)
7. Alife – 4:28 (Robert Wyatt)
8. Alifib – 6:24 (Robert Wyatt)
9. Mind of a Child (feat. Julie Tippett) – 5:26 (Julie Tippett)
10. Instant Pussy – 4:22 (Robert Wyatt)
11. Signed Curtain – 4:42 (Robert Wyatt)
12. Calyx – 3:19 (testo: Robert Wyatt – musica: Phil Miller)
13. Little Red Robin Hood Hit The Road – 6:12 (Robert Wyatt)
14. I'm a Believer – 7:36 (Neil Diamond)

Durata totale: 70:56

## Musicisti
- Robert Wyatt – voce, tastiere
- Julie Tippett – voce, tastiere (nei brani 9, 10 e 14)
- Ivor Cutler – voce (13)
- Dave Stewart – tastiere (2, 3, 4, 5, 6, 7, 8, 10, 11, 12, 13 e 14)
- Laurie Allan – batteria (2, 3, 4, 5, 6, 7, 8, 10, 11, 12, 13 e 14)
- Hugh Hopper – basso elettrico (2, 3, 4, 5, 6, 7, 8, 10, 11, 12, 13 e 14)
- Fred Frith – violino, chitarra elettrica, viola (2, 3, 6 e 14)
- Mongezi Feza – tromba (6 e 14)
- Gary Windo – fiati (7 e 14)
- Mike Oldfield – chitarra elettrica (7, 8, 11, 13 e 14)
- Nick Mason – batteria (10, 11, 13 e 14)